# Meu tio o Iauaretê

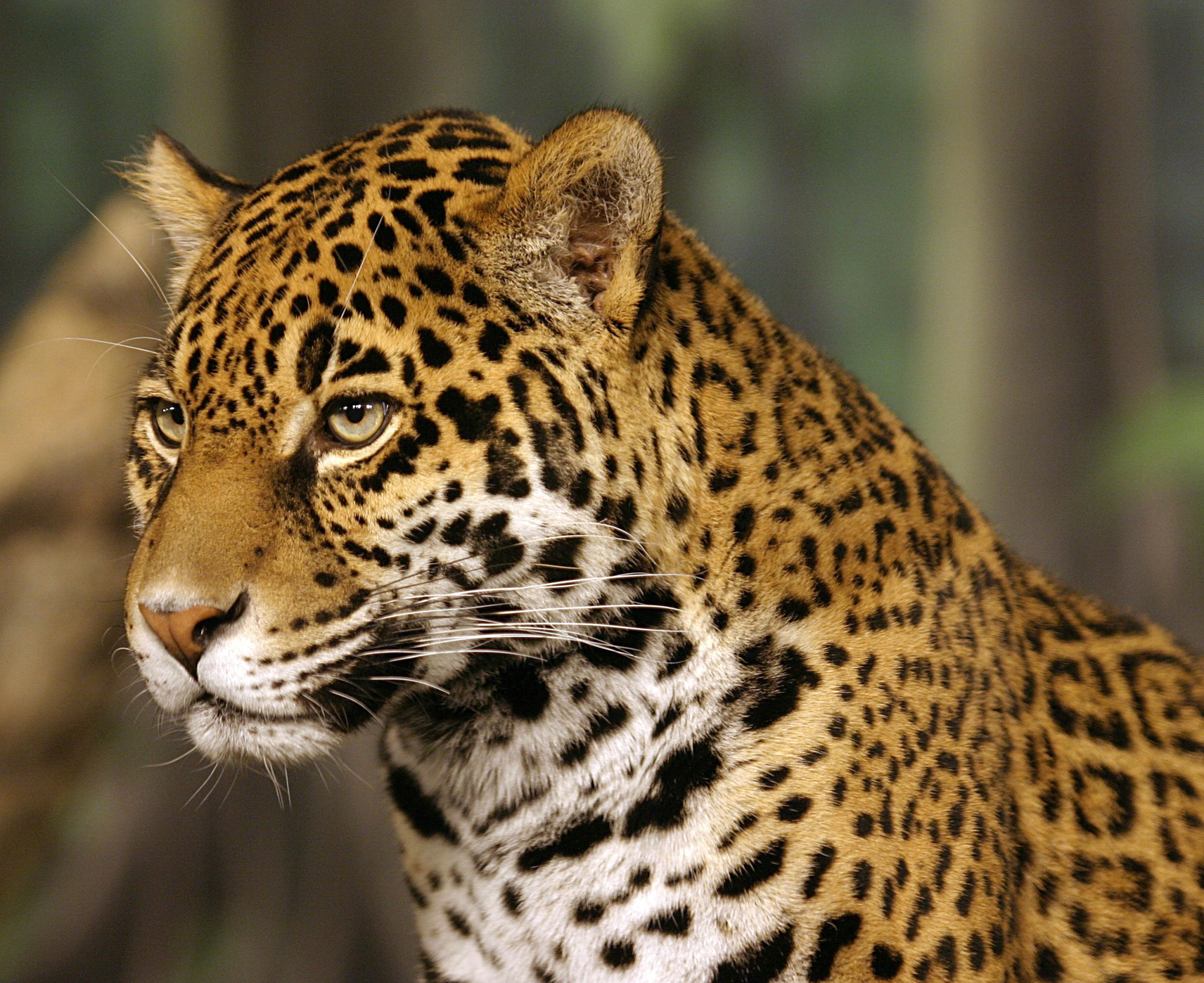
Onça-pintada (jaguaretê).

Meu tio o Iauaretê é um conto do escritor brasileiro Guimarães Rosa, dado a público inicialmente na revista Senhor, em 1961. Mais adiante, em 1969, foi incluído no livro Estas Estórias, publicado postumamente, pela Livraria José Olympio Editora, sob a coordenação do tradutor e revisor Paulo Rónai. A edição mais recente foi publicada pela Global Editora, em 2020. Para a professora Walnice Nogueira Galvão, da Faculdade de Filosofia, Letras e Ciências Humanas da Universidade de São Paulo (USP), o conto Meu tio o Iauaretê é “uma óbvia obra prima”
O conto narra, em primeira pessoa, na forma de um diálogo/monólogo, (como tambem acontece no Grande sertão: veredas), a estória singular do onceiro Bacuriquirepa, nome dado por sua mãe, chamada Mar‘Iara Maria, uma índia tupi, bugra, da tribo dos Tacunapéua. Seu pai, Chico Pedro, um homem branco, vaqueiro, “muito bruto” lhe deu outro nome: Antonho de Eiesus. O onceiro não era índio, como sua mãe, e nem branco, como o seu pai: era um mestiço, meio bugre.
Com este conto - que foi redigido em data anterior ao Grande sertão: veredas, segundo informa Paulo Rónai, no texto Rosa não parou -, o escritor mineiro penetra fundo na alma do povo brasileiro, nos sertões do Brasil. A estória tem como cenário os campos gerais de Goiás, nas nascentes do rio Urucuia, terra de onças - ("jaguaretamas") -, de índios e de vaqueiros. 
Seus personagens estão no âmago da formação do povo brasileiro: um mestiço, filho de uma índia tupi e de um homem branco; fazendeiros, vaqueiros, agregados, caçadores de onças, moradores dos gerais, entre eles até criminosos fugidos ("jababoras"). E ainda: as mitológicas onças, - onças-pintadas, jaguaretês, onças-pretas, pinimas, pinimas velhas, pixunas, suassuranas - caçadas e exterminadas e aqui recriadas com a linguagem mágica de Guimarães Rosa.  
O Rio Urucuia, mencionado no conto - ("Teve vez que fui até o Boi do Urucuia... É. A pé".) -, nasce nos chapadões de Goiás de um lugar denominado Raizama ou lagoa dos Morões em aproximação com o córrego Bezerra, nas proximidades da divisa entre Formosa (GO) e Buritis (MG), no planalto Central.
O conto Meu tio o Iauaretê é representativo da obra de Guimarães Rosa e pode ser considerado um marco na literatura brasileira, por sua linguagem singular e, conforme acentua o crítico Haroldo de Campos, por suas invenções semânticas. A crítica literária brasileira considera excepcional o modo como o escritor mineiro transpôs, para a linguagem escrita, a linguagem oral do sertanejo. Para o professor Bruno Machado, da Faculdade de Letras da Universidade Federal de Minas Gerais, "Guimarães Rosa, no âmbito da literatura brasileira, fundou uma nova língua, uma língua essencialmente rosiana, formada por neologismos, aglutinações de palavras, sentidos conferidos pela homofonia e por sons que são próprios da vida e da fauna sertanejas".
Outro aspecto importante, relacionado com a linguagem rosiana, no conto Meu tio o Iauaretê, é a valorização não apenas da linguagem do homem sertanejo, mas também o resgate da língua tupi, hoje uma língua morta, falada pelos povos tupis e por parte dos colonizadores que povoavam o litoral brasileiro nos séculos XVI e XVII. Suzi F. Sperber registra que o escritor utiliza, por mais de 130 vezes, vocábulos tupis, ao longo do texto e observa também que Guimaraes Rosa, com este conto, deu voz ao índio. "Ao retomar o índio como personagem principal, atribui voz a estas minorias das minorias no Brasil, minoria condenada à incompreensão, ao preconceito e ao extermínio".

## Elementos literários: tema, enredo e personagens
Ao narrar a estória do onceiro Bacuriquirepa, o conto traz um elemento se não fantástico, ao menos insólito: é a transformação por que passa o narrador, que de caçador de onças, vai se identificando cada mais com as próprias onças, tornando-se uma delas. 
Mecê acha que eu pareço onça? Mas tem horas em que eu pareço mais. (...) Então eu viro onça mesmo, hã. Eu mio. (...) Eh, onça é meu tio, o jaguaretê, todas. Onça é povo meu, meus parentes. (...) De repente eu oncei...Eu sou onça, não falei?!
A metamorfose do onceiro é, segundo Haroldo de Campos, o tema central do conto. O mesmo autor observa ainda que este "momento mágico ou da metamorfose", é revelado por meio da linguagem empregada pelo escritor, que se vale de palavras da língua tupi - tupinismos - de "resmungos onomatopaicos" e de repetidas interjeições, - usadas ora em português, ora na língua tupi e mesmo no linguajar das onças, o "jaguanhenhéem" -, para descrever a inusitada transformação. 
O conto é narrado em primeira pessoa e o seu enredo tem início quando um desconhecido, perdido dos seus camaradas, chega em um cavalo manco, "aguado", ao rancho do onceiro Bacuriquirepa. “— Hum? Eh-Eh... É. Nhor, sim. Ã-hã, quer entrar, pode entrar...” Recebido pelo onceiro, tem início um diálogo/monólogo, ou melhor, um monólogo ininterrupto, em que, estimulado pela cachacinha oferecida pelo forasteiro, Bacuriquirepa começa a contar sua vida e como foi parar naquele rancho, naquele fim-de-mundo. "Aquele Nhô Nhuão Guede, pior homem que tem, me botou aqui". Falou: — "Mata as onças todas!"  
A estória segue e Bacuriquirepa, personagem central, protagonista da estória, fala dos seus nomes. Primeiro foi Bacuriquirepa, "Breó, Beró, também"; depois tornou-se, pela mão do pai, Antonho de Eiesus; mais tarde foi Macuncôzo, nome de um sitio onde trabalhou, e finalmente, foi chamado de Tonho Tigreiro, nome dado por Nhô Nhuão Guede, que o contratou para desonçar aquela parte dos gerais. 
Falou com carinho da sua mãe, de quem gostava e que lhe ensinou sobre as plantas do sertão e do seu parentesco com as onças. Falou do seu pai, de quem não gostava. Contou das humilhações e rejeições que sofreu (' — Que é que tu tá fazendo aqui por aqui, onceiro senvergonha?!"). Contou, para seu hóspede noturno, estórias de onças, "meus parentes". Que matou muitos onças, mas agora não mata mais, está arrependido. "Matei, montão". 
Falou dos seus afetos pela onça Maria-Maria; revelou como, com a ajuda das onças, matou pessoas da região. No desfecho final, depois de uma longa tensão entre o onceiro e o visitante, há um embate entre eles e, de acordo com a interpretação dos seus comentadores, o onceiro é morto por seu antagonista com um tiro de revólver.

Este é o trecho final do conto: 
Ei, ei, que é que mecê tá fazendo? Desvira esse revólver! Mecê brinca não, vira o revólver pra outra banda... Mexo não, tou quieto, quieto... Ói: cê quer me matar, ui? Tira, tira revólver pra lá! Mecê tá doente, mecê tá variando... Veio me prender? Ói: tou pondo mão no chão é por nada, não, é à-toa... Ói o frio... Mecê tá doido?! Atiê! Sai pra fora, rancho é meu, xô! Atimbora! Mecê me mata, camarada vem, manda prender mecê... Onça vem, Maria-Maria, come mecê... Onça meu parente... Ei, por causa do preto? Matei preto não, tava contando bobagem... Ói a onça! Ui, ui, mecê é bom, faz isso comigo não, me mata não... Eu – Macuncôzo... Faz isso não, faz não... Nhenhenhém... Heeé!... Hé... Aar-rrâ... Aaâh... Cê me arrhoôu... Remuaci... Rêiucàanacê... Araaã...Uhm... Ui... Ui... Uh... uh... êeêê... êê... ê... 

## Fortuna crítica
O conto Meu tio o Iauaretê tem uma grande fortuna crítica, sendo objeto de inúmeros livros, teses acadêmicas, ensaios, documentários, montagens teatrais, novelas radiofônicas, traduções e esta profusão revela a importância do conto na literatura brasileira.
O poeta e tradutor Haroldo de Campos, no texto "A Linguagem do Iauaretê", publicado em 1970, no livro "Guimarães Rosa em três dimensões", editado pelo Conselho Estadual de Cultura de São Paulo, p. 71-76, enfatiza a questão da linguagem utilizada por Rosa. "O lugar privilegiado que a prosa de Guimarães Rosa ocupa no ficcionismo de nossos dias, se explica por uma coisa: a sua maneira de considerar o problema da linguagem".
O poeta ressalta, no conto, a primazia da palavra sobre a própria estória. "Então, não é a estória que cede o primeiro plano à palavra, mas a palavra que, ao irromper em primeiro plano, configura o personagem e a ação, desenvolvendo a estória'. O poeta faz, no texto, uma minuciosa análise dos recursos linguísticos utilizados por Rosa e conclui: "o conto de Guimarães Rosa, publicado na revista Senhor (março, 1961), representa, a meu ver, o estágio mais avançado de seu experimento com a prosa".
Destacando a linguagem de Guimarães Rosa há também o ensaio "Iauaretê, mais além: novas relações entre a cultura dos povos originários e “Meu tio o Iauaretê”, de João Guimarães Rosa", do professor e psicólogo Edinael Sanches Rocha, da Faculdade de Filosofia, Letras e Ciências Humanas da USP.
Outro texto considerado seminal é o ensaio O impossível retorno, da professora Walnice Nogueira Galvão, publicado em 1975, pela Revista Língua e Literatura, da Faculdade de Filosofia, Letras e Ciências da Humanas da Universidade de São Paulo. Mais adiante, em 2008, o conto foi incluido no livro Mínima mímica. Ensaios sobre Guimarães Rosa, publicado pela Companhia das Letras. A professora Walnice Galvão reconhece a importância da linguagem em Rosa, cita o trabalho de Haroldo de Campos, mas toma outros caminhos para interpretar a obra do escritor mineiro. 
Walnice Nogueira Galvão busca nas lendas e nos mitos indígenas os argumentos para explicar a metamorfose do onceiro: trata-se de uma rejeição ao mundo civilizado, "domínio do cozido" e, ao mesmo tempo, uma volta ao mundo da natureza, "domínio do cru". Na interpretação da autora, o conto está fundado em mitos relacionados com o culto do "jaguar solar" e com a origem do fogo, amplamente disseminados entre os povos indígenas latino-americanos. Dessa ligação dos povos indígenas com a onça mítica (o jaguar solar), a autora explica o percurso existencial do onceiro mestiço Bacuriquirepa,, que nasce de uma mãe índia, é rejeitado pelos homens brancos, torna-se um caçador de onças, transforma-se em um amigo das onças, reconhecendo o seu parentesco mítico com elas e, finalmente, é morto por aqueles que o rejeitaram. 
Paulo Rónai, também estudioso da obra de Guimarães Rosa, a par de indicar a data de elaboração do conto (anterior ao Grande Sertão) descreve a transformação do protagonista da estória como uma animalização. " A confissão do protagonista, homem descido ao nível da animalidade pura, que mal sabe comunicar-se com seus semelhantes em fragmentos de uma linguagem semiesquecida (e que lhe volta aos arranques sobr o efeito do álcool), (é) sem dúvida das obras mais poderosas e mais ousadas do escritor (...)".
A professora Carolina Correia dos Santos, mestre e doutrora em Teoria Literária pela Universidade de São Paulo (USP), publicou, em 2022, o livro Jaguaretama. O mundo imperceptível de "Meu tio o Iauaretê". Faz uma leitura feminista do conto Meu tio o Iauaretê, afastando-se "dos caminhos batidos pela crítica". A autora se alinha entre aqueles que consideram o texto "com final decididamente aberto", ficando a cargo da imaginação do leitor dizer quem morreu no embate final entre o onceiro e o visitante.
O conto Meu Tio o Iauaretê foi adaptado para o teatro por Walter George Durst, estreando em São Paulo em 1986. A montagem foi dirigida por Roberto Lage, com Cacá Carvalho no papel de Beró e Paulo Gorgulho no de vaqueiro. Permaneceu mais de dois anos em cartaz no Brasil e na Europa. Por este trabalho Cacá Carvalho ganhou os principais prêmios de melhor ator de 1986 em São Paulo, e em 1987 no Rio de Janeiro
O conto foi também adaptado como novela radiofônica em vários países, incluindo França e Alemanha. No Brasil, a adaptação para este meio foi encenada pelo ator Lima Duarte e apresentada no Programa Palco Sonoro, da Rádio Cultura FM (São Paulo), em 2007.